# Cot Tambun
Cot Tambun är en kulle i Indonesien.   Den ligger i provinsen Aceh, i den västra delen av landet, 1 800 km nordväst om huvudstaden Jakarta. Toppen på Cot Tambun är 318 meter över havet.
Terrängen runt Cot Tambun är varierad, och sluttar norrut.Runt Cot Tambun är det glesbefolkat, med 17 invånare per kvadratkilometer. I omgivningarna runt Cot Tambun växer i huvudsak städsegrön lövskog.